# RWS Zuid-Holland

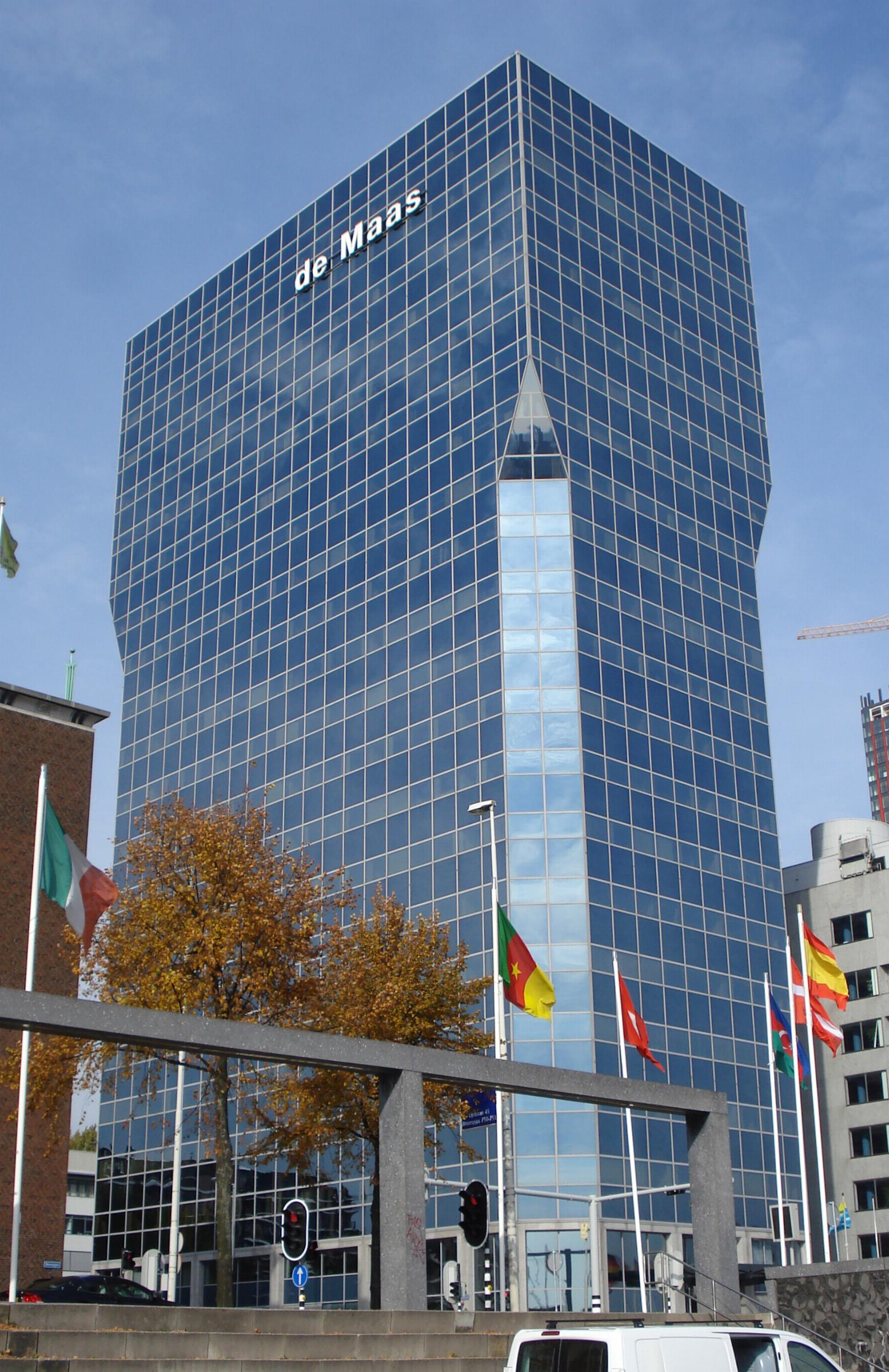
Gebouw de Maas aan de Rotterdamse Boompjes, zetel van Rijkswaterstaat West-Nederland Zuid

RWS Zuid-Holland (ZH) was tot april 2013 de regionale dienst van de Rijkswaterstaat in de provincie Zuid-Holland. Sedertdien is de naam van de dienst veranderd in RWS West-Nederland Zuid.

## RWS West-Nederland Zuid
RWS West-Nederland Zuid (WNZ) is sedert april 2013 de regionale dienst van de Rijkswaterstaat in Zuid-Holland. Het beheersgebied omvat het landelijk hoofdwegennet en het water- en scheepvaartbeheer op het hoofdvaarwegennet in de provincie Zuid-Holland. De dienst voert het beleid van Rijkswaterstaat uit in de eigen regio en is aanspreekpunt voor regionale overheden voor alle Rijkswaterstaatsaangelegenheden. 

## Geschiedenis van de organisatie
In de geschiedenis zijn er fusies en splitsingen van Rijkswaterstaatsdiensten geweest, waarbij de dienst in Zuid-Holland is samengegaan met RWS Utrecht.
Vanaf 1803 heetten die diensten districten, vanaf 1903 werd gesproken van "directie". Sinds 1 oktober 2004 is het een dienst, die samengesteld is uit een aantal directies.
De verschillende namen voor de regionale waterstaatsdienst in Zuid-Holland sedert de oprichting waren:
| Sinds:          | Naam van de organisatie | Gebied                               |
| --------------- | --- | ------------------------------------ |
| 1 november 1803 | 1e district: Zuiderkwartier van Holland                                                                                        | alleen voor de zeehavens en zeegaten |
| 1 mei 1808      | Naarden langs Muiden en Amsterdam, Rijnland, Delfland en Schieland, de Alblasserwaard langs de Merwede enz. tot achter Utrecht |                                      |
| 1 april 1811    | departement des Bouches de la Meuse                                                                                            |                                      |
| 6 mei 1814      | 2e (provisionele) district |                                      |
| 1 januari 1817  | 2e district: Zuid-Holland |                                      |
| 1 juli 1822     | district Zuid-Holland |                                      |
| 1 april 1849    | 10e district: Zuid-Holland |                                      |
| 1 juli 1903     | 10e directie: Zuid-Holland |                                      |
| 1 januari 1918  | 10e directie: Zuid-Holland en Utrecht                                                                                          | Zuid-Holland en Utrecht              |
| 1 mei 1918      | directie Zuid-Holland en Utrecht                                                                                               |                                      |
| 1 mei 1935      | directie Zuid-Holland | Zuid-Holland                         |
| 1 oktober 2004  | RWS Zuid-Holland |                                      |
| 1 april 2013    | RWS West-Nederland Zuid |                                      |